# Château de Vaux (Chaumont-d'Anjou)
Pour les articles homonymes, voir Château de Vaux.
Le château de Vaux est situé à Chaumont-d'Anjou, en France.

## Localisation
Le château est situé dans le département français de Maine-et-Loire, sur la commune de Chaumont-d'Anjou.

## Historique
L'édifice est inscrit au titre des monuments historiques en 1993.